# Каменногорский (ручей)
Каменногорский (фин. Koivuoja) — ручей в России, протекает по территории Каменногорского городского поселения Выборгского района Ленинградской области. Длина ручья — 1 км, площадь водосборного бассейна — 28 км².
Ручей берёт начало из Каменногорского озера на высоте 16,7 м над уровнем моря и далее течёт в южном направлении. Впадает в реку Вуоксу на высоте 8,8 м над уровнем моря.